# Sledehondensport

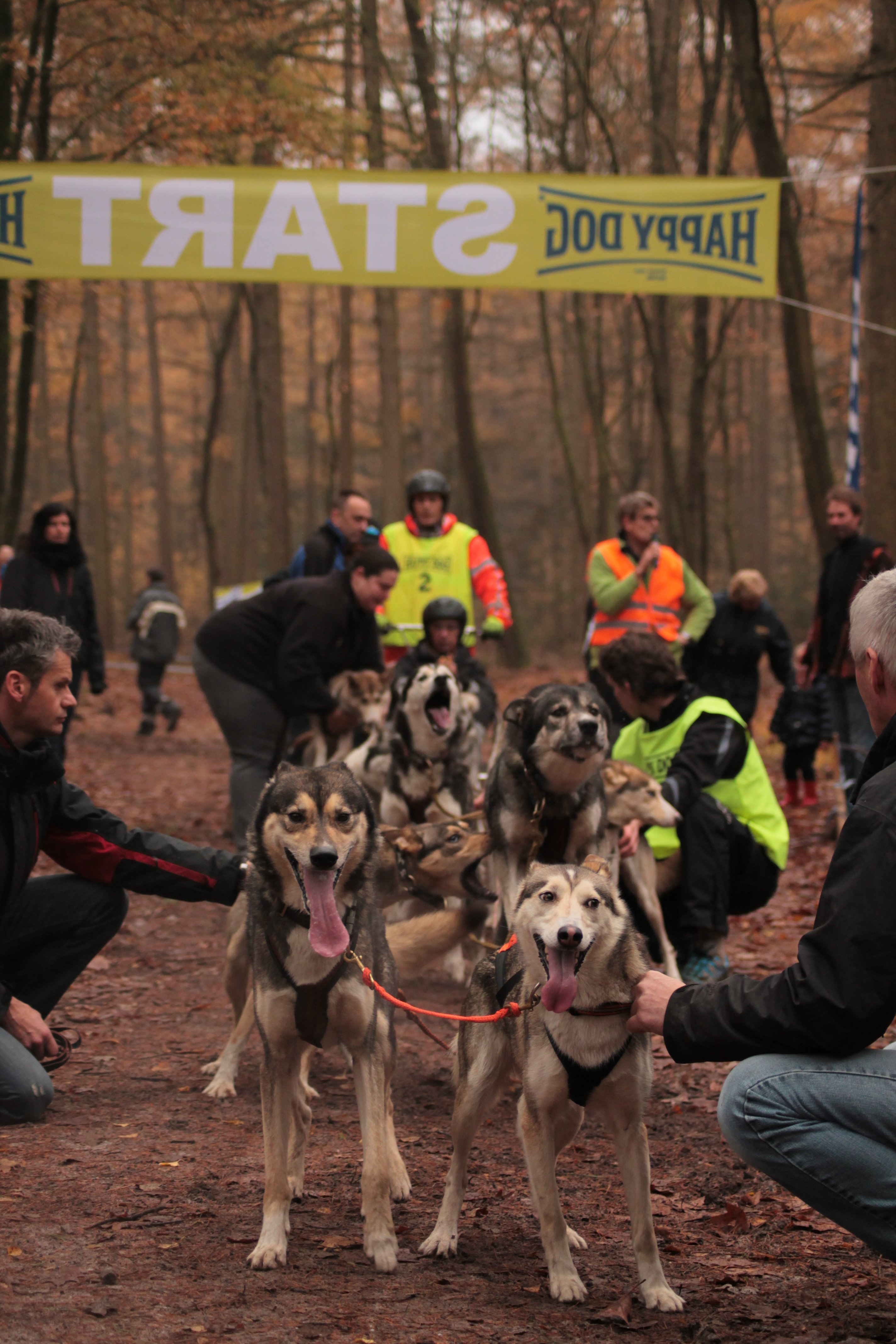
Arie Verschoor aan de start van sledehondenwedstrijd Hardenberg III

Sledehondensport is een sport waarbij honden voor een slee rennen, die gemend wordt door een musher (hondenmenner). 

## Geschiedenis
De sledehondensport is ontstaan in Noord-Amerika. De Eskimo’s en indianen zijn voor hun vervoer lange tijd (vooral tijdens de winters) aangewezen geweest op honden. Een voorbeeld van een nuttige tocht is de zogenaamde serum run to Nome, van Nenana naar Nome in Alaska. In 1925 werden door deze tocht de levens van veel mensen gered, toen een sledehondenspan het serum tegen difterie bracht omdat andere wijzen van vervoer niet mogelijk waren. Later werd deze tocht omgezet in de Iditarod Trail Sled Dog Race, die nog elk jaar wordt gelopen van Nenana naar Nome, een afstand van 1700 km. In de tekenfilm Balto wordt dit verhaal verteld.

## Sledehondensport in Nederland
In Nederland valt 's winters weinig tot geen sneeuw. Toch zijn er in Nederland ongeveer 200 sledehondenteams actief. Hier wordt getraind met karren. Dit zijn speciale karren die meestal zelf gebouwd worden. Het verschil met een slee is dat er in plaats van zogenaamde runners, wielen onder zitten en ze iets zwaarder maar beter bestuurbaar zijn. In het begin van het seizoen worden er ook enkele karrenwedstrijden gehouden. Dit is vooral om de mushers te laten zien of ze met hun trainingen op de goede weg zijn, of voor het testen van de stressbestendigheid van jonge honden. Van januari tot en met maart zijn er veel Nederlandse teams in de sneeuw te vinden door heel Europa om aan sledehondenwedstrijden mee te doen.
Beoefenaars van de sledehondensport dienen in Nederland een vrijstelling sledehondensport te hebben om hun sport te kunnen beoefenen.

## Wedstrijdklasse
Wedstrijdklassen worden ingedeeld op grond van het aantal honden en de afstand. En zijn bijvoorbeeld sprintwedstrijden en middistance (middellange afstand) wedstrijden.
Bij pulka moet de honden weer een bepaald gewicht trekken.
| klasse    | aantal honden | afkorting |
| --------- | ------------- | --------- |
| skijoring | 1 hond        | skijoring |
| pulka     | 1 hond        | pulka     |
| Steppen   | 1 of 2        | D klasse  |
| slee/kar  | 4 honden      | C klasse  |
| slee/kar  | 6 honden      | B klasse  |
| slee/kar  | 8 honden      | A klasse  |
| slee/kar  | 8 en meer     | O klasse  |

## Nederlandse en Belgische successen in de sledehondensport
- 2009: Roderick Glastra Wereldkampioen in Werfenweng, Oostenrijk
- 2010: Roderick Glastra Wereldkampioen in Oberwiesenthal, Duitsland
- 2013: Stefan Goris Europees kampioen
- 2014: Stefan Goris Wereldkampioen in Kandersteg, Zwitserland
- 2015: Stefan Goris vice-Wereldkampioen in Oostenrijk
- 2018: Stefan Goris Vice-Europees kampioen in Italië